# Klikva
Klikva je rod rostlin z čeledi vřesovcovitých. Rod klikva je řazen do rodu brusnice, např. klikva bahenní (Vaccinium oxycoccos), dříve také (Oxycoccus palustris)

## Zástupci
- klikva bahenní (Vaccinium oxycoccos)
- klikva maloplodá (Vaccinium microcarpum)
- klikva velkoplodá (Vaccinium macrocarpon)

## Stavba těla
Klikvy jsou plazivé rostliny rostoucí ve vlhké na minerály chudé půdě. Mají bílé, narůžovělé až růžové květy na stopkách. Plody jsou růžové až červené bobule, nakyslé chuti.

## Význam

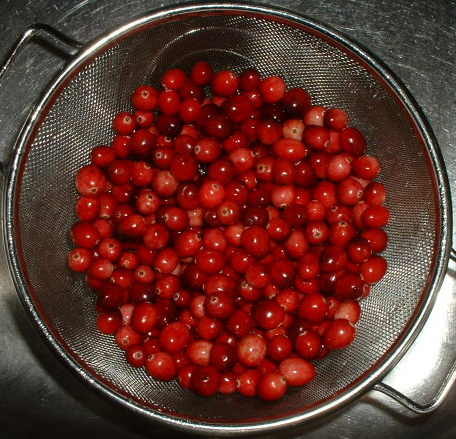
Bobule klikvy velkoplodé

Klikvy se zpracovávají v potravinářství jako čerstvé, sušené, v podobě marmelád a podobně. Na českém území jsou však chráněné, protože se vyskytují poměrně vzácně. Proto se používají plody pěstované, nejčastěji z dovozu. Příkladem je klikva velkoplodá (Vaccinium macrocarpon), pěstovaná v Severní Americe a klikva bahenní (Vaccinium oxycoccos), dovážená například z Polska. Bobule klikvy má červenou barvu, nakyslou chuť, velikost přes 1 cm a dobře se hodí pro pěstování a nahrazují použití brusinek.
Klikva se hodí k prevenci zánětu močových cest.

## Název
Čeština často výrazem brusinky nerozlišuje mezi brusnicí brusinkou, dalšími kyselými brusnicemi a zmíněnou klikvou. Pokud je na štítku potravinářského výrobku, kromě českého názvu, název např. polský: Żurawina, anglický: Cranberry, německý: Moosbeere nebo ruský: Клюква (Kljukva), jedná se o klikvu a nikoli brusinku.

## Galerie

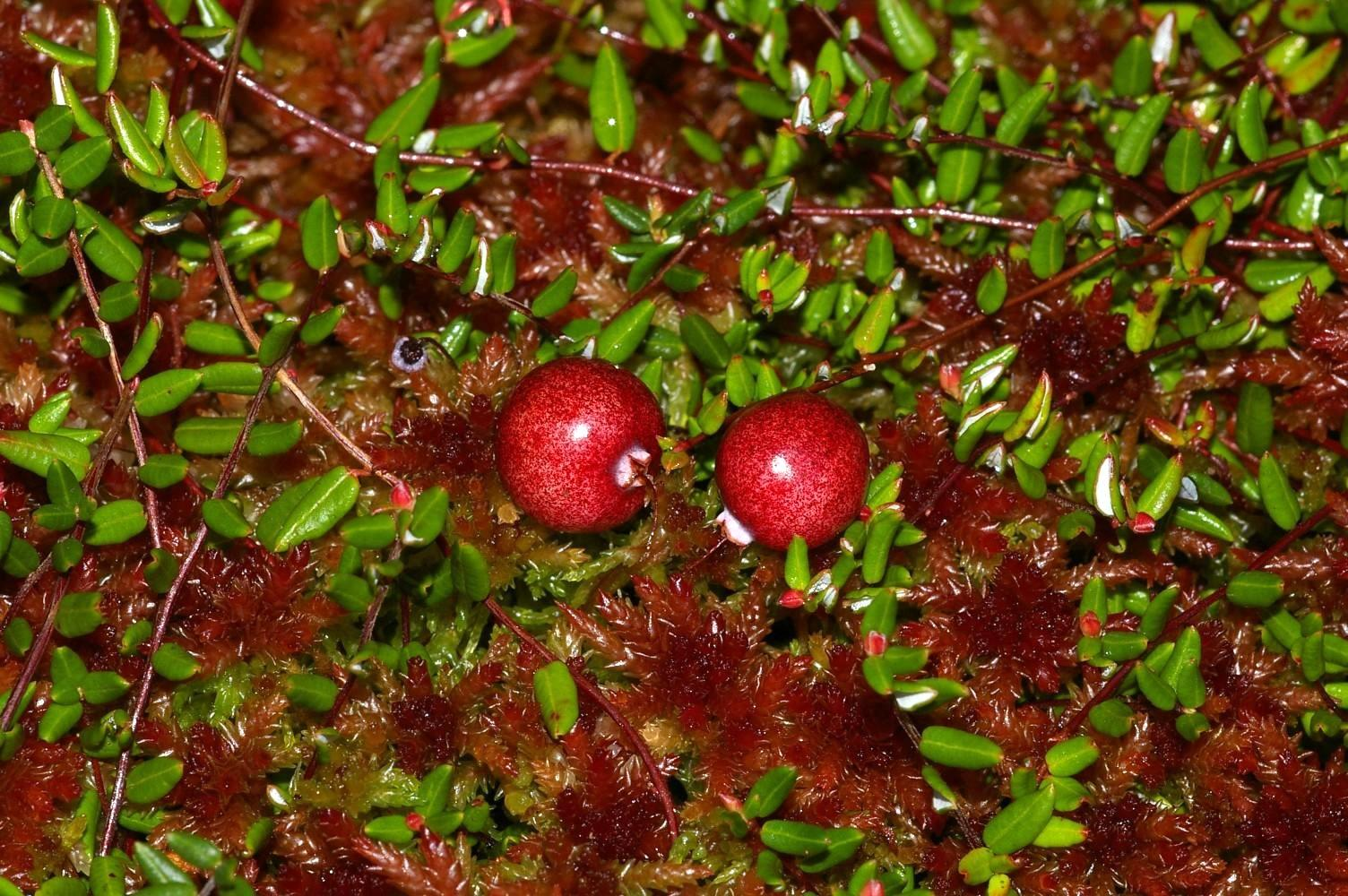
Klikva bahenní
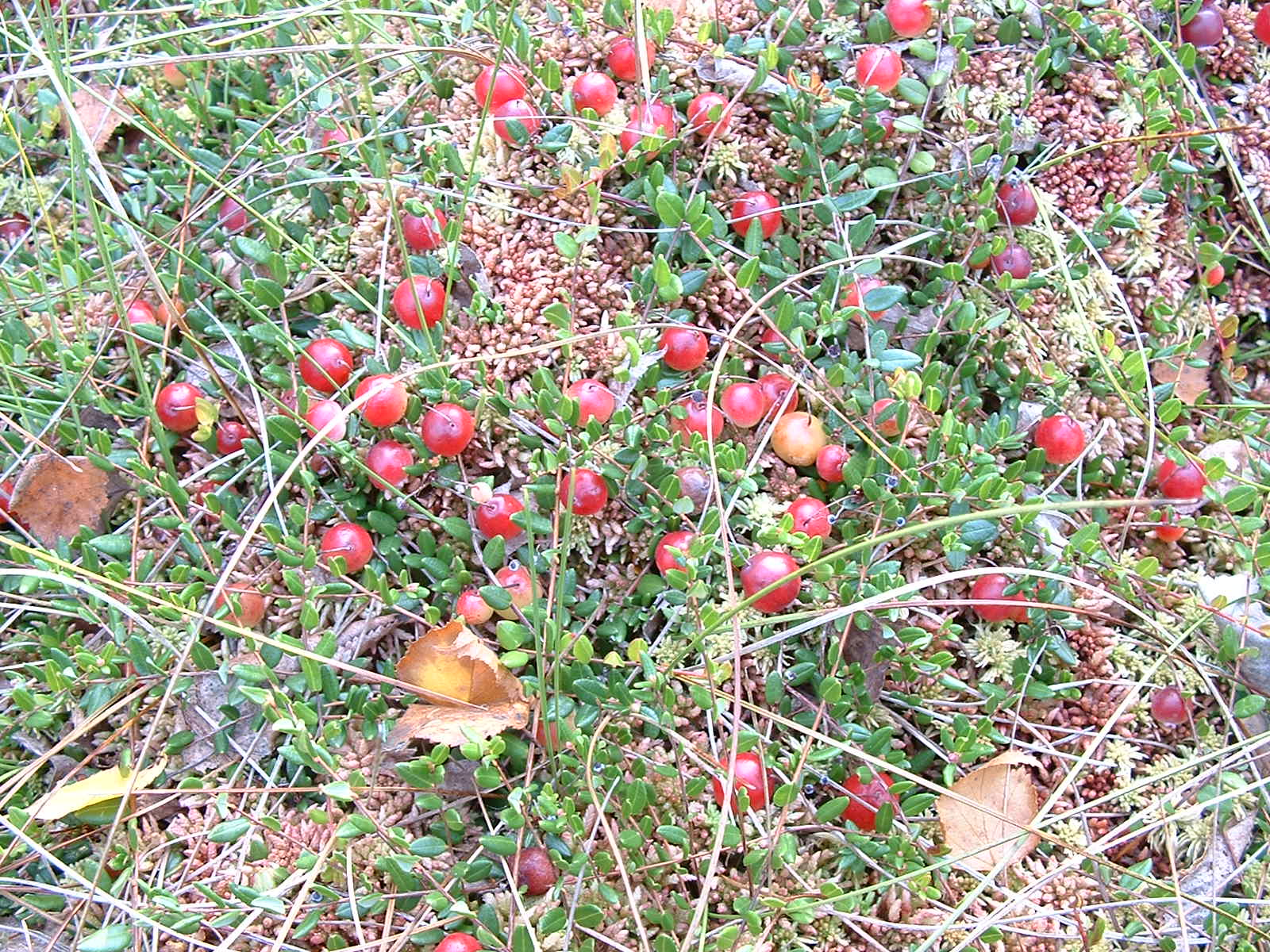
Klikva bahenní
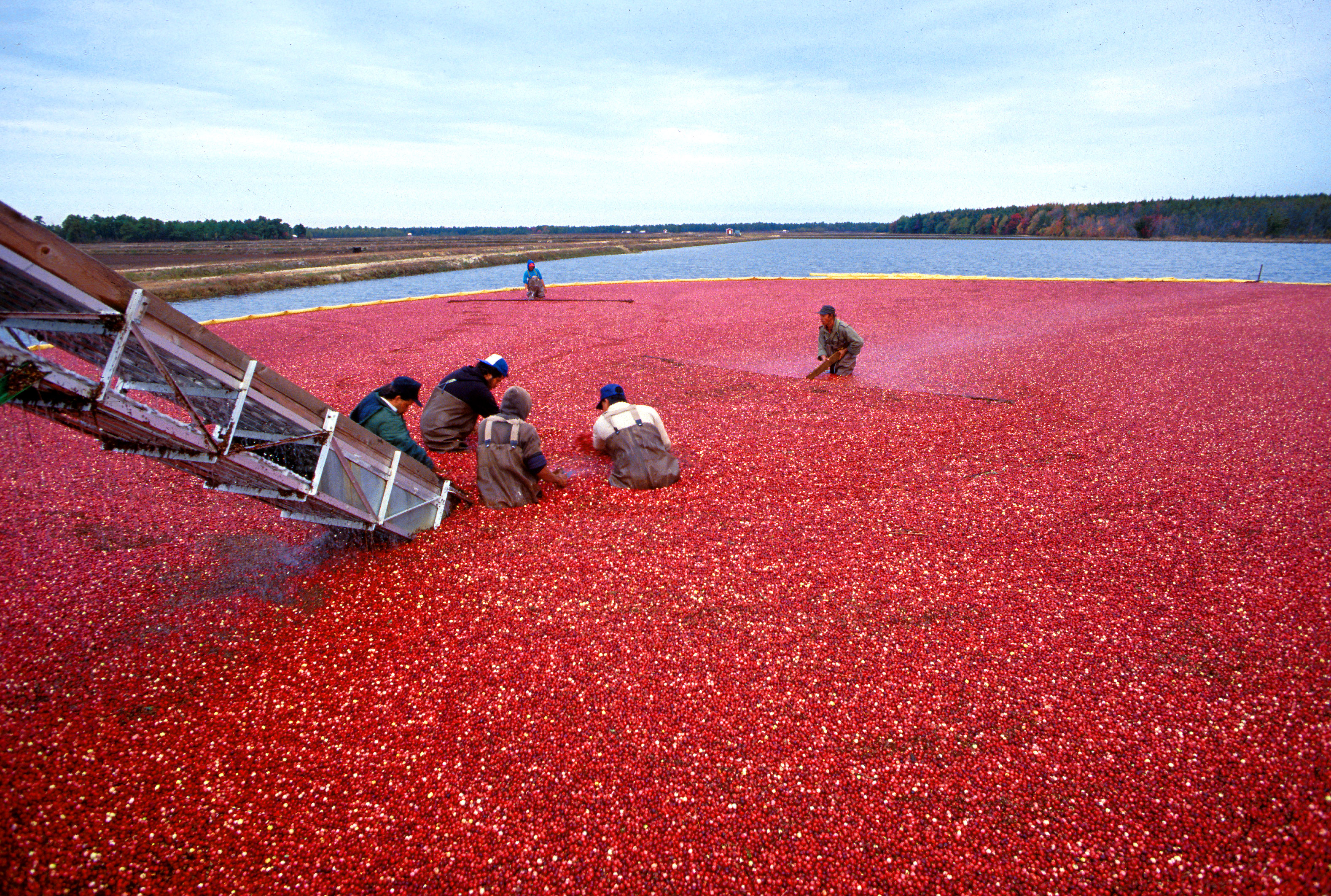
Sklizeň klikvy velkoplodé v New Jersey
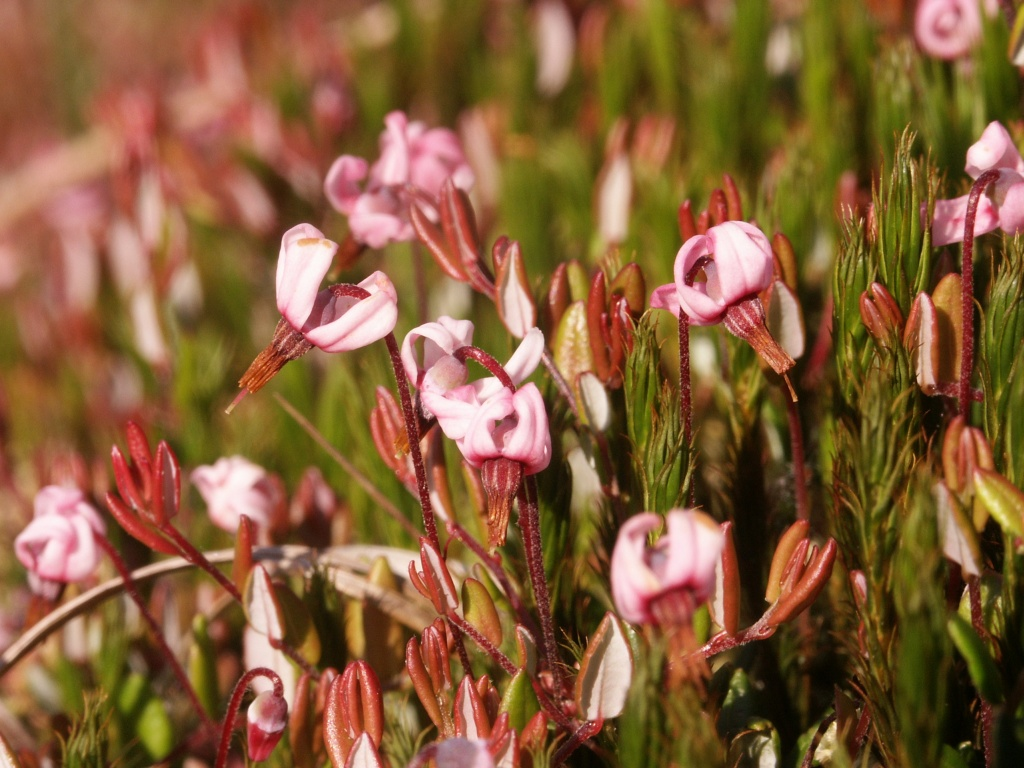
Květy klikvy